# Elena Yakovishina
Elena Yakovishina, née le 17 septembre 1992 à Petropavlovsk-Kamtchatski, est une skieuse alpine russe.

## Carrière
Elle débute en Coupe du monde en janvier 2012 à Saint-Moritz.
Elle connait sa première expérience en grand championnat lors des Championnats du monde 2013 où elle est 30e de la descente et 21e du super-combiné.
Aux Jeux olympiques d'hiver de 2014, elle prend la 28e place de la descente, la 24e du super G et la 14e du super combiné.
Elle remporte le super G à l'Universiade d'hiver de 2017.

## Palmarès

### Jeux olympiques
| Épreuve / Édition | Descente | Super G | Slalom géant | Slalom | Combiné |
| JO 2014 Sotchi    | 28e      | 24e     | —            | —      | 14e     |

Légende :
- — : n'a pas participé à cette épreuve

### Championnats du monde
| Épreuve / Édition | Schladming 2013 |
| Super combiné     | 21e             |
| Descente          | 30e             |

### Universiades
- Almaty 2017 :
  -  Médaille d'or en super G.

### Championnats de Russie
- Championne de slalom géant en 2011.
- Championne de super G en 2014.
- Championne de descente en 2016.